# Pforta
Pforta, ou Schulpforta, é um colégio localizado no mosteiro de Pforta, um antigo monastério cistercience (1137–1540), perto de Naumburg sobre o rio Saale, no estado alemão da Saxônia-Anhalt.
O local tem sido um colégio desde o século 16. Entre seus alunos notáveis se incluem o matemático August Ferdinand Möbius, o historiador Leopold von Ranke, e os filósofos Johann Gottlieb Fichte e Friedrich Nietzsche. Hoje, é um conhecido internato público para jovens academicamente bem avaliados chamado Landesschule Pforta. É uma instituição coeducacional e ensina cerca de 300 alunos secundários.
Pforta é proposta na inscrição da lista de Patrimônios da Humanidade como componente da nomeação alemã da Catedral de Naumburg e a paisagem cultural medieval dos rios Saale e Unstrut.

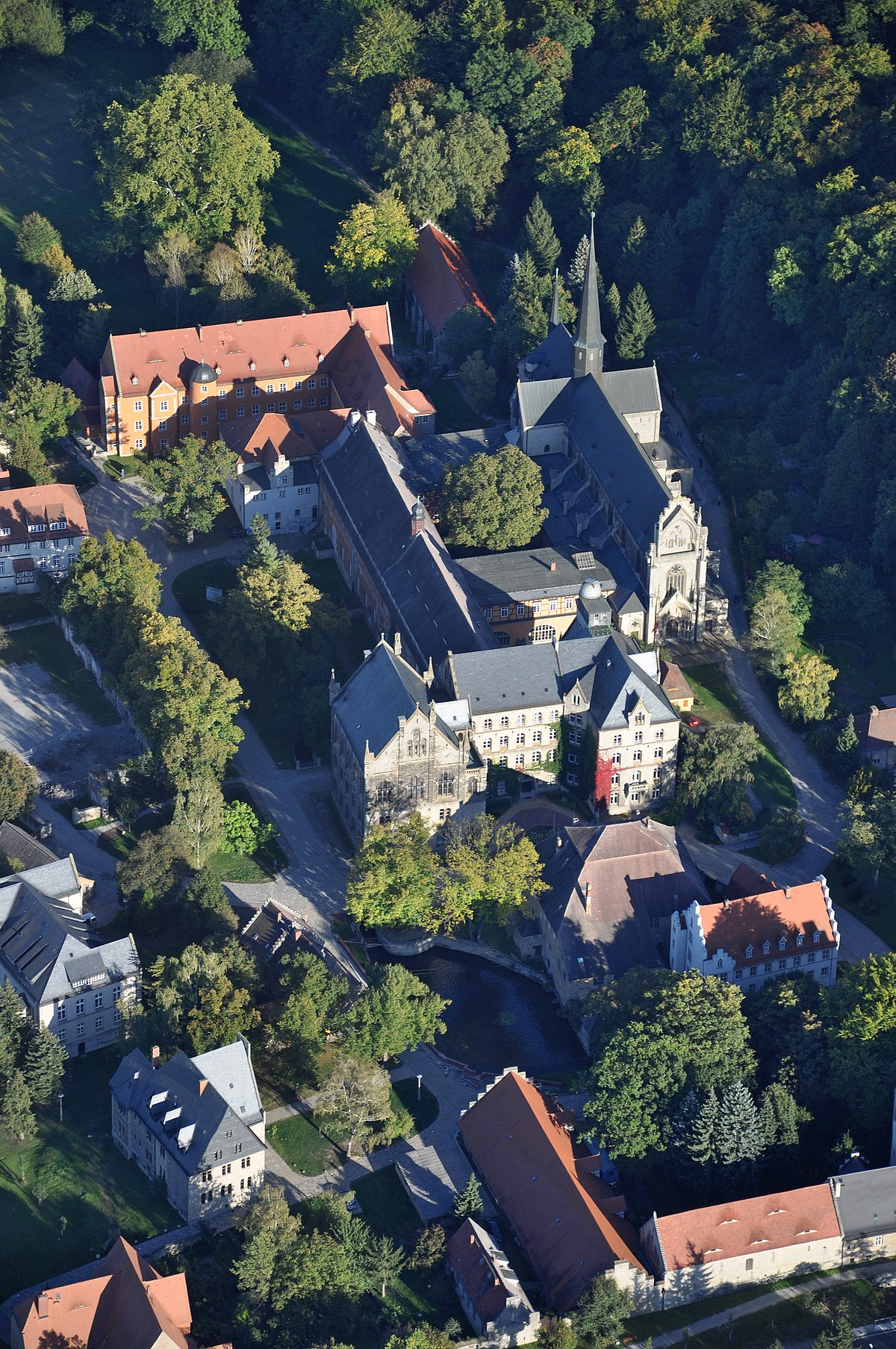
Mosteiro de pforta